# Cingroš (továrna)

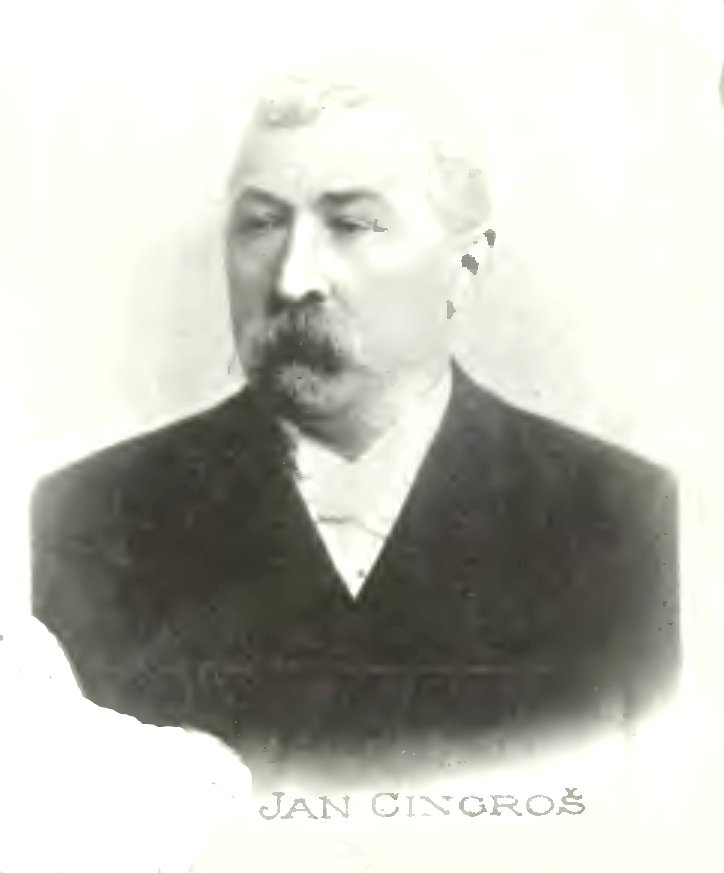
Jan Cingroš r. 1899

Cingroš byla kamenická továrna v Plzni, jedna z nejúspěšnějších plzeňských firem 19. století.[zdroj?]

## Historie
Vznik firmy je datován do roku 1866. Kameník Jan Cingroš (1841-1906) začal od sedmdesátých let 19. století pracovat na vybudování továrního areálu mezi Božkovskou a Koterovskou ulicí.
Továrna se nacházela na území dnešní městské čtvrti Plzeň 2-Slovany a svého času byla nejvýznamnější kamenickou firmou v Rakousko-Uhersku, v 19. století exportovala své produkty do celého světa. Mezi její stěžejní výrobky patřily strojově řezané a leštěné kamenické články ze žuly, syenitu a porfyru, honosné součásti staveb i celé pomníky a náhrobky. Továrna odebírala své stroje na zpracování kameniva od firmy Suchý, Jouza a Čáp, slévárna a strojírna, Chrást u Plzně. Výroba zde pokračovala až do druhé světové války.

## Současnost
Z dřívějšího areálu továrny se dochovala pouze pozdně klasicistní vzorkovna (s trojúhelníkovým štítem a vysokými půlobloukovými okny) a původní obytný dům. Další stavby byly zbourány, nebo úplně přestavěny.